# Albertinia apiculata
Albertinia apiculata är en insektsart som beskrevs av De Lotto 1971. Albertinia apiculata ingår i släktet Albertinia och familjen ullsköldlöss. Inga underarter finns listade i Catalogue of Life.